# Grand Prix Velo Alanya
Grand Prix Velo Alanya – jednodniowy wyścig kolarski rozgrywany corocznie od 2019 w okolicach tureckiego miasta Alanya.
Od początku istnienia należy do cyklu UCI Europe Tour, w którym posiada kategorię 1.2.
Odbywa się również kobiecy wyścig o tej samej nazwie.

## Zwycięzcy
Opracowano na podstawie:
| Rok  | Pierwsze        | Drugie           | Trzecie         |
| ---- | --------------- | ---------------- | --------------- |
| 2019 | Mikałaj Szumau  | Onur Balkan      | Andrij Kulik    |
| 2020 | Daniił Pronski  | Paweł Bernas     | Anatolij Budiak |
| 2021 | Carlos Quintero | Alex Hoehn       | Metkel Eyob     |
| 2022 | Igor Czżan      | Meindert Weulink | Moritz Kretschy |